# Джеймс Рікалтон

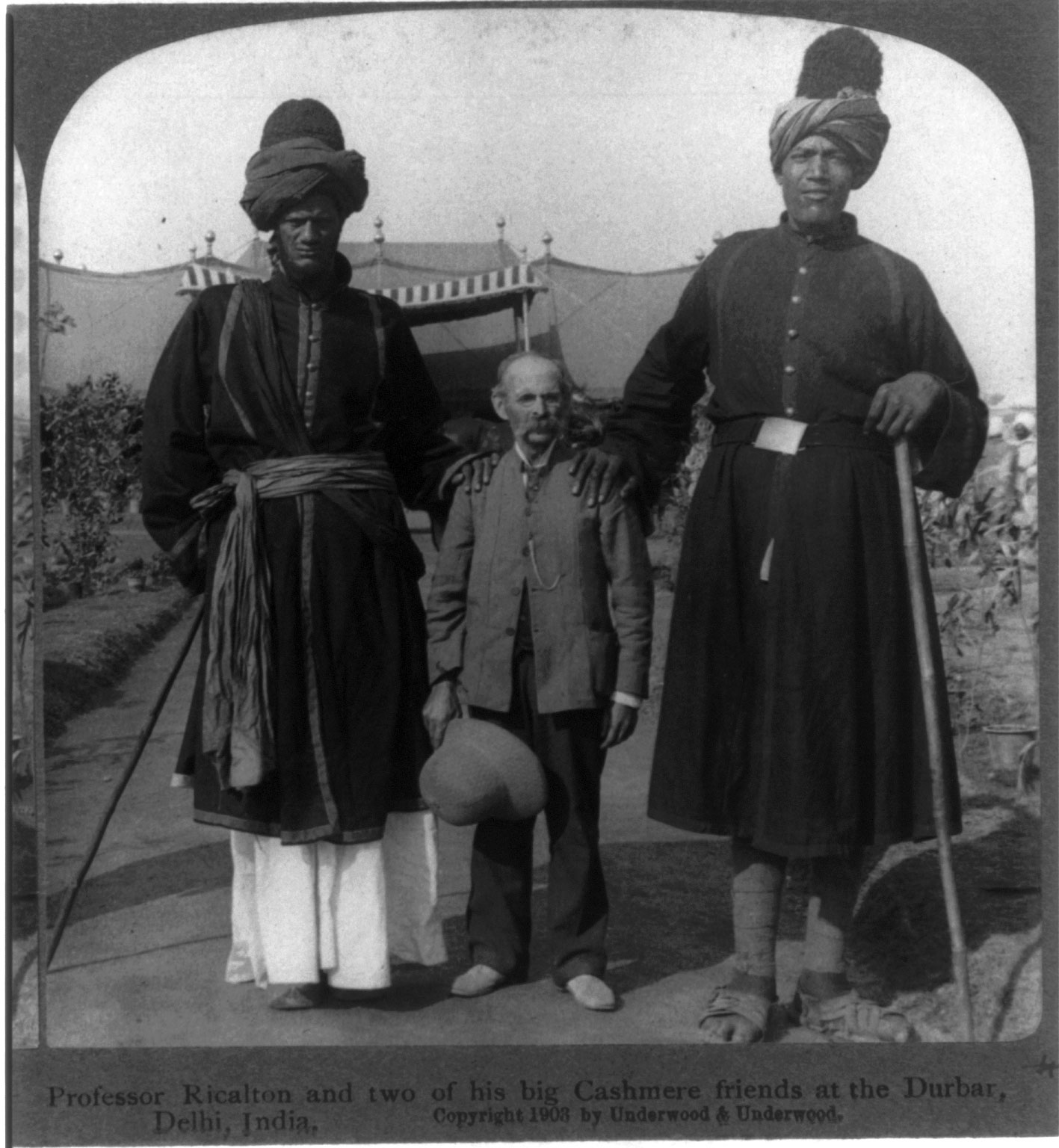
Рікалтон і два гіганти з Кашміру ростом 2,4 м та 2,2 м. Індія, Делійський дарбар, 1903 р.

Джеймс Рікалтон (англ. James Ricalton, нар. близько 1844, поблизу м. Воддінгтон, США — пом. 28 жовтня 1929, м. Воддінгтон, США) — американський шкільний вчитель, мандрівник, винахідник та фотограф. Рікалтон багато подорожував і сім разів обігнув земну кулю.

## Життєпис
В 1871 році Рікалтон залишає університет Св. Лаврентія в Кантоні не дочекавшись отримання ступеня і переїздить до Мейплвуда, штат Нью-Джерсі на 12-тижневий контракт шкільного вчителя за 200$. Його контракт неодноразово продовжувався, що було досить незвично на той час, оскільки мало хто погоджувався залишатись на такий довгий термін. Зрештою, Рікалтон став першим постійним шкільним учителем району, а згодом — директором.
Серед місцевих Рікалтон був відомий завдяки звичці проводити заняття на свіжому повітрі при гарній погоді та своїми м'ягкими манерами. На його честь названа центральна площа селища Мейплвуд, а в будівлі місцевої адміністрації знаходиться великий мурал, що зображує його уроки на свіжому повітрі.
Він розширив свій будинок на Веллі-стріт в Мейплувуді щоб вмістити всю свою величезну колекцію сувенірів. Після того як селище Мейплвуд відмовилось прийняти його колекцію  подарунком, він перевіз її на двох з половиною вагонах до свого рідного міста Воддінгтона, де провів останні п'ять років свого життя.

## Мандри
Будучи шкільним вчителем за професією, Рікалтон захоплювався подорожами та фотографуванням. Кожного літа, йдучи у відпустку в школі, він вирушав у закордонні подорожі зі своїм візком, схожим на тачку, достатньо містким, щоб перевозити в ньому своє фотообладнання вдень і спати в ньому вночі. Візок був спроектований таким чином, що під час дощу Рікалтон міг стояти в отворі посередині і продовжувати йти, накрившись кришкою візка. Подорожуючи таким способом, він відвідав Ісландію, Амазонку та Санкт-Петербург, повернувшись з тисячами фотографій, зразками мінералів та різними сувенірами.
Його подорожі привернули увагу місцевого винахідника Томаса Едісона, який профінансував експедицію з метою пошуку на Далекому Сході бамбукової нитки, придатної для використання в лампі розжарення. Рікалтон взяв однорічну відпустку і покинув США в лютому 1888 року.
Прибувши в Цейлон 1 квітня через Суецький канал, Рікалтон відвідав кожну частину острова, протестував сотні зразків, а потім вирушив до Британської Індії, Сінгапуру, Китаю та Японії, ставши експертом в різноманітних властивостях бамбука. Він повернувся додому через рік після від'їзду з сотнями зразків для Едісона та рекомендаціями щодо двох найбільш придатних. Едісон використовував цю нитку розжарення впродовж дев'яти місяців, доки не виявив придатність вольфраму.

## Фотографії

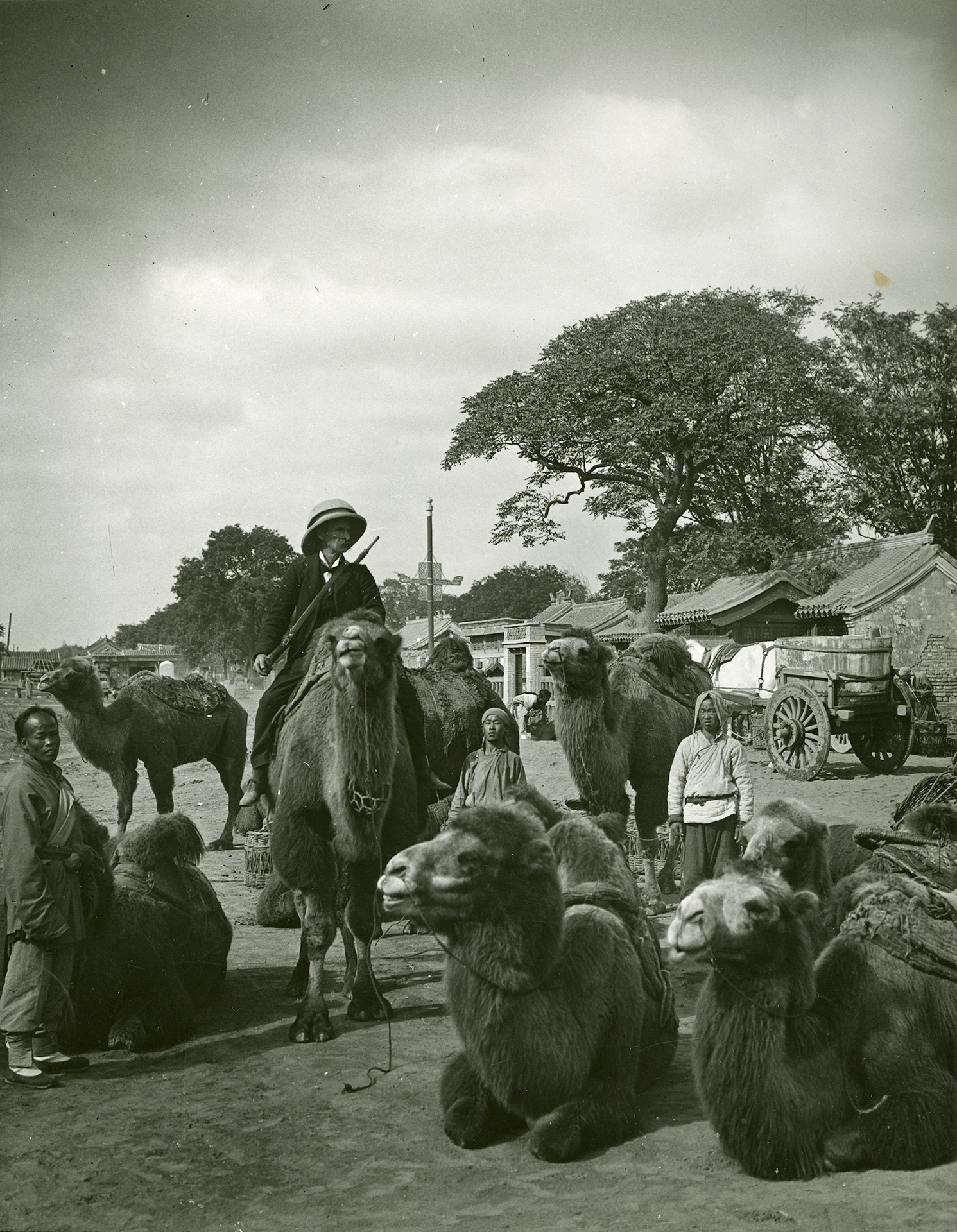
Джеймс Рікалтон, Пекін, Китай, бл. 1901 року

Рікалтон багато фотографував, після нього залишилось понад 100 000 світлин, в тому числі велика колекція стереозображень.
Він покинув роботу вчителя в 1891 щоб стати професійним фотографом та військовим кореспондентом. Впродовж наступних 15 років Рікалтон фотографував та записував такі події як іспансько-американська війна (1898—1899) на Філіппінах, боксерське повстання (1900) в Китаї, російсько-японська війна (1904—1905) в Маньчжурії. Коли Рікалтон намагався сфотографувати японських солдатів в окопах під час облоги Порт-Артура його взяли під варту, доки майор Ямаока зі штабу генерала Ноґі Маресуке не розпорядився, що цей американський фотограф може фотографувати все, що завгодно.
Рікалтон був одним з фотографів на церемонії проголошення Едуарда VII імператором Індії в 1903 році.
Фотографії Рікалтона отримували численні відзнаки, багато з них було використано для ілюстрації підручників. Свої світлини він продавав американському музею природознавства та музею мистецтва Метрополітен. Багато його фотографій були використані компанією Underwood & Underwood ілюстраціями для книг з географії.
В 1909 році у віці 65 років він пішки пройшов від Кейптауну до Каїру, відстань в 4500 миль, в середньому 30 миль за день. В записнику Рікалтона, що зберігся досі, описується його щоденний маршрут через Південну Африку, Родезію та Кенію.
В 1912 році Едісон відправив Рікалтона на інше завдання — випробувати кіноапарат в Африці, зафільмувавши, окрім іншого, китобійну експедицію поблизу Кейптауна. Син Рікалтона Ломонд супроводжував його в цій подорожі, але помер там від черевного тифу, це була остання поїздка Рікалтона.
Рікалтон повернувся до свого рідного міста Воддінгтон в штаті Нью-Йорк, де і помер 28 жовтня 1929 року у віці 85 років.

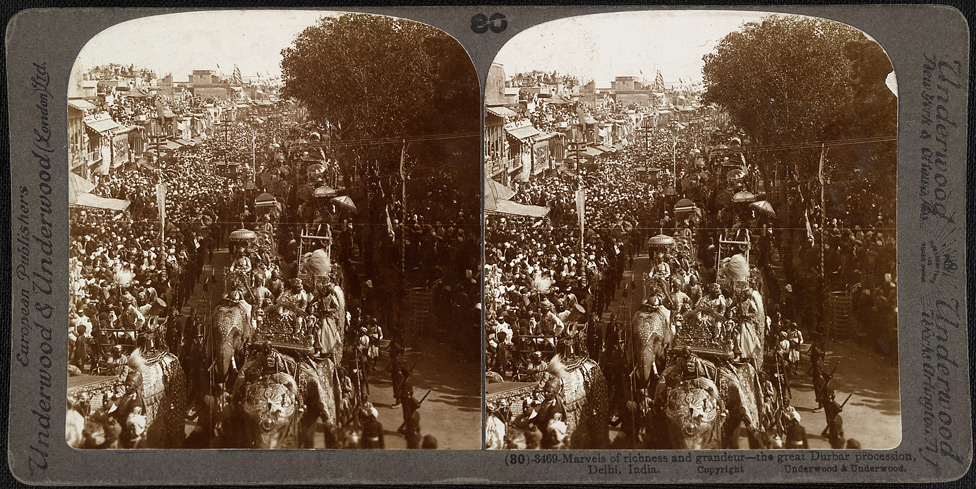
Одна зі стереофотографій Рікалтона, зроблена під час Делійського Дарбару у 1903 році.

## Вибрані роботи
- 1891 — The City of the Sacred Bo-tree. (Anuradhapura). New York. OCLC 79749511
- 1900 — India through the Stereoscope: A Journey through Hindustan. New York: Underwood & Underwood. OCLC 2954773 [Архівовано 16 червня 2020 у Wayback Machine.]
- 1901 — China Through the Stereoscope: A Journey Through the Dragon Empire at the Time of the Boxer Uprising. New York: Underwood & Underwood. OCLC 5871769
- 1902 — The Boxer Uprising, Cheefoo Taku, Tien-Tsin: A Part of Underwood & Underwood's Stereoscopic Tour through China. New York: Underwood & Underwood. OCLC 51404151
- 1905 — A photographic record of the Russo-Japanese war, James H. Hare, editor. New York, P.F. Collier & Son. OCLC 728514
- 1907 — India through the Stereoscope: A Journey through Hindustan. New York: Underwood & Underwood. OCLC 7296193
- 1910 — India through the Stereoscope: A Journey through Hindustan. New York: Underwood & Underwood. OCLC 21566682 [Архівовано 16 червня 2020 у Wayback Machine.]
- 1990 — James Ricalton's Photographic Travelogue of Imperial India, Christopher J. Lucas, editor. New York: Mellen. ISBN 978-0-88946-509-1; OCLC 22345020 [Архівовано 16 червня 2020 у Wayback Machine.]
- 2008 — 美国摄影师的中国照片日记] (Meiguo she ying shi de Zhongguo zhao pian ri ji), Guangyu Xu, editor. Fuzou: 福建教育出版社 (Fujian jiao yu chu ban she). ISBN 978-7-5334-5093-9; OCLC 370451773